# Верхняя Нярпа
 Верхняя Нярпа  — деревня в Афанасьевском районе Кировской области в составе Бисеровского сельского поселения.

## География
Расположена на расстоянии примерно 37 км на север по прямой от районного центра поселка  Афанасьево на правобережье реки Кама.

## История
Известна с 1891 года как починок Сидорова (Нярпинский верхний 2) на 12 семей, в 1905 году здесь (починок Верх-Нярпинский) 12 дворов и 91 житель, в 1926 (деревня Верх-Нярнинская) 22 и 109, в 1950 (Верх-Нярпа) 19 и 67, в 1989 проживало 10 человек. Настоящее название утвердилось с 1978 года.  

## Население
Постоянное население составляло 9 человек (русские 100%) в 2002 году, 2 в 2010.